# 望奎县
望奎县在中国黑龙江省中部、呼兰河及其支流通肯河之间，是绥化市下辖的一个县。东、东南与绥化市毗连，南与兰西县为邻，西与青冈县以通肯河为界，北与海伦市接壤。縣人民政府駐望奎鎮文明路48號。
旧名双龙城，土名五井子。望奎指的是“遥望卜奎（即齐齐哈尔）”的意思。望奎县驻地原称“双龙城”。

## 行政区划
望奎县下辖9个镇、1个民族镇、3个乡、2个民族乡：
望奎镇、通江镇、卫星镇、海丰镇、莲花镇、惠七满族镇、先锋镇、火箭镇、东郊镇、灯塔镇、灵山满族乡、后三乡、东升乡、恭六乡、厢白满族乡、白四林场、种畜场、第一良种场和第二良种场。

## 人口
根據第七次人口普查數據，截至2020年11月1日零時，望奎縣常住人口為286848人。